# Solanum cobanense
Solanum cobanense là loài thực vật có hoa trong họ Cà. Loài này được J.L. Gentry miêu tả khoa học đầu tiên năm 1973.